# Файсст, Верена
Вере́на Фа́йсст (нем. Verena Faißt, род. 22 мая 1989, Эттенхайм) — немецкая футболистка, выступавшая на позиции защитника за национальную сборную Германии.

## Карьера

### Клубная
Верена Файсст начала футбольную карьеру в 2000 году с составе клуба «Каппель». С 2004 года выступала за юниорский и второй составы команды «Фрайбург». В 2006 году дебютировала за основную команду в Первой Бундеслиге. Отыграв семь лет в команде, Файсст заключила контракт с футбольным клубом «Вольфсбург». В составе «Вольфсбурга» стала обладательницей титулов двукратного победителя Лиги чемпионов УЕФА (2012/13, 2013/14), двукратного чемпиона Германии (2012/13, 2013/14) и обладателя кубка Германии (2012/13).

### В сборной
С 2006 года выступала за различные юношеские и молодёжные сборные Германии. 28 октября 2010 года дебютировала в составе основной национальной сборной в матче против Австралии. Первый гол забила 29 ноября 2012 года в ворота сборной Франции.

#### Голы за сборную
| Голы Верены Файсст за сборную Германии | Голы Верены Файсст за сборную Германии | Голы Верены Файсст за сборную Германии | Голы Верены Файсст за сборную Германии | Голы Верены Файсст за сборную Германии | Голы Верены Файсст за сборную Германии | Голы Верены Файсст за сборную Германии |
| №                                      | Дата                                   | Место                                  | Соперник                               | Счёт                                   | Итог                                   | Турнир                                 |
| -------------------------------------- | -------------------------------------- | -------------------------------------- | -------------------------------------- | -------------------------------------- | -------------------------------------- | -------------------------------------- |
| 1.                                     | 29 ноября 2012                         | Галле, Германия                        | Франция                                | 1–0                                    | 1–1                                    | Товарищеский матч                      |
| 2.                                     | 8 марта 2013                           | Паршал, Португалия                     | Япония                                 | 1–0                                    | 2–1                                    | Кубок Алгарве 2013                     |

## Достижения

### Клубные

#### «Вольфсбург»
- Лига чемпионов УЕФА: победитель (2) 2012/13, 2013/14
- Чемпионат Германии: чемпион (2) 2012/13, 2013/14
- Кубок Германии: победитель (1) 2012/13

### В сборной
- Чемпионат мира (до 20 лет): бронзовый призёр (1) 2008